# General Dynamics–Grumman F-111B
General Dynamics/Grumman F-111B byl nadzvukový, dvoumotorový, palubní stíhací letoun dlouhého doletu, který měl být následníkem letounu F-4 Phantom II ve službách námořnictva Spojených států amerických (USN).
Letoun byl vyvinut v 60. letech společnostmi General Dynamics a Grumman pro americké námořnictvo jako součást TFX Programu, který byl společný i s letectvem Spojených států (USAF) za účelem výroby bojového letounu, který by mohl provádět různé mise. Návrh zahrnoval inovace jako křídla s měnitelnou geometrií, proudové motory s přídavným spalováním a střely dlouhého doletu naváděné radarem.
F-111B byl navržen souběžně s letounem General Dynamics F-111 Aardvark, který byl letectvem přijat jako úderné letadlo. Nicméně F-111B měl během vývoje problémy a kvůli stále se měnícím požadavkům námořnictva na letadlo pro manévrový vzdušný souboj se F-111B nedostal do sériové výroby. Jeho prototypy byly použity k testování a místo něho byl do služby přijat letoun Grumman F-14 Tomcat, který s F-111B sdílel (zpočátku) stejné motory, zbraňový systém AWG-9/Phoenix a měnitelnou geometrii křídel.

## Specifikace (F-111B)

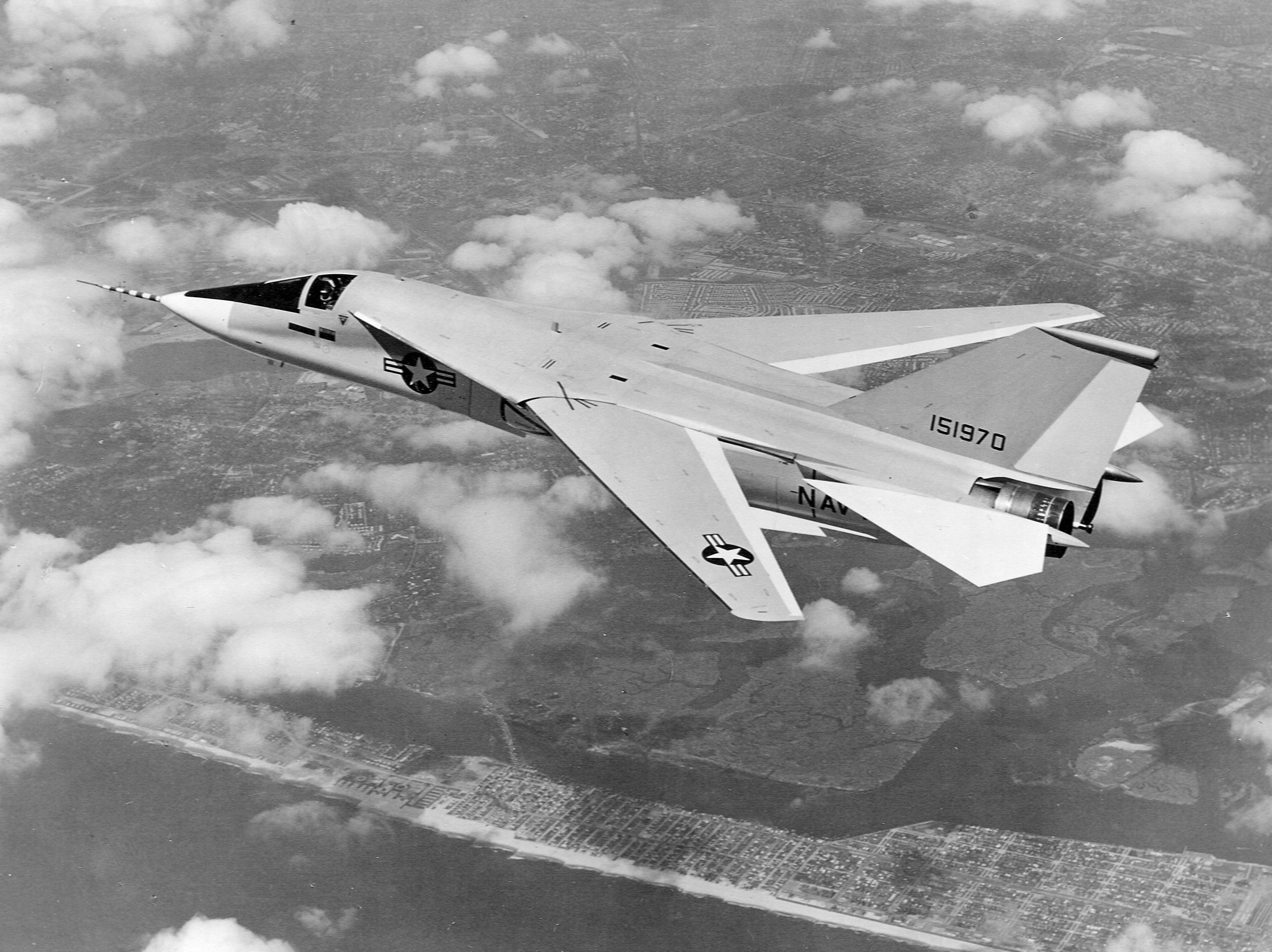
F-111B (151970) nad Long Islandem v New Yorku, 1965

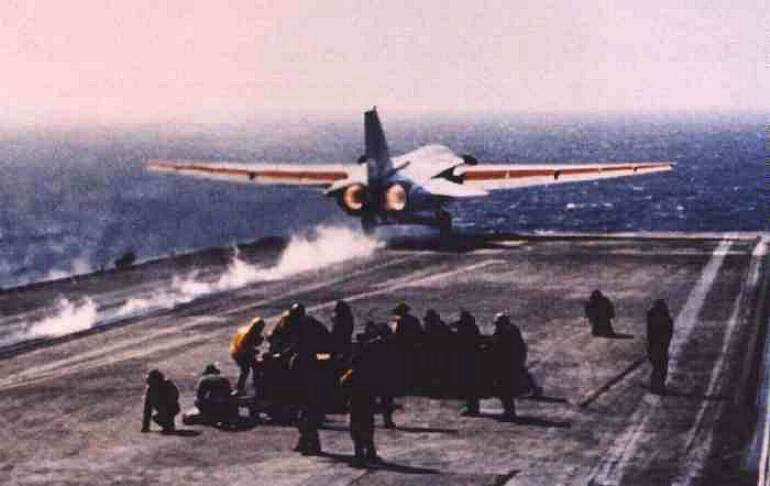
F-111B (151974) při startu z USS Coral Sea v červenci 1968. Šlo o jediný z letounů F-111B, který podstoupil zkoušky na letadlové lodi

Letouny č. 6 a 7, zdroj: Thomason, Miller, Logan

### Technické údaje
- Posádka: 2 (pilot a obsluha zbraňového systému)
- Délka: 20,98 m
- Rozpětí:
  - rozložené: 21,3 m
  - složené: 10,34 m
- Výška: 4,80 m
- Nosná plocha:
  - rozložené: 60,9 m²
  - složené: 51,1 m²
- Prázdná hmotnost: 20 910 kg
- Vzletová hmotnost: 35 800 kg
- Maximální vzletová hmotnost: 39 900 kg
- Pohonná jednotka: 2 × dvouproudový motor Pratt & Whitney TF30-P-3
  - Suchý tah: 10 750 lbf (47,8 kN)
  - Tah s přídavným spalováním: 18 500 lbf (82,3 kN) každý

### Výkony
- Maximální rychlost: Mach 2,2 (1385 mp/h, 2230 km/h)
- Dolet: 2100 mil (1830 nm, 3390 km)
- Maximální dostup: 19 000 m
- Počáteční stoupavost: 108 m/s
- Plošné zatížení:
  - rozložené: 586 kg/m²
  - složené: 703 kg/m²
- Poměr tah/hmotnost: 0,47

### Výzbroj
- 1 × kanón M61 Vulcan ráže 20 mm (zřídka montován)
- 6 závěsů na munici a přídavné palivové nádrže
- 6 × raketa vzduch-vzduch AIM-54 Phoenix dlouhého doletu

### Avionika
- Pulzní dopplerovský radar AN/AWG-9